# Rua Barão de Itapetininga

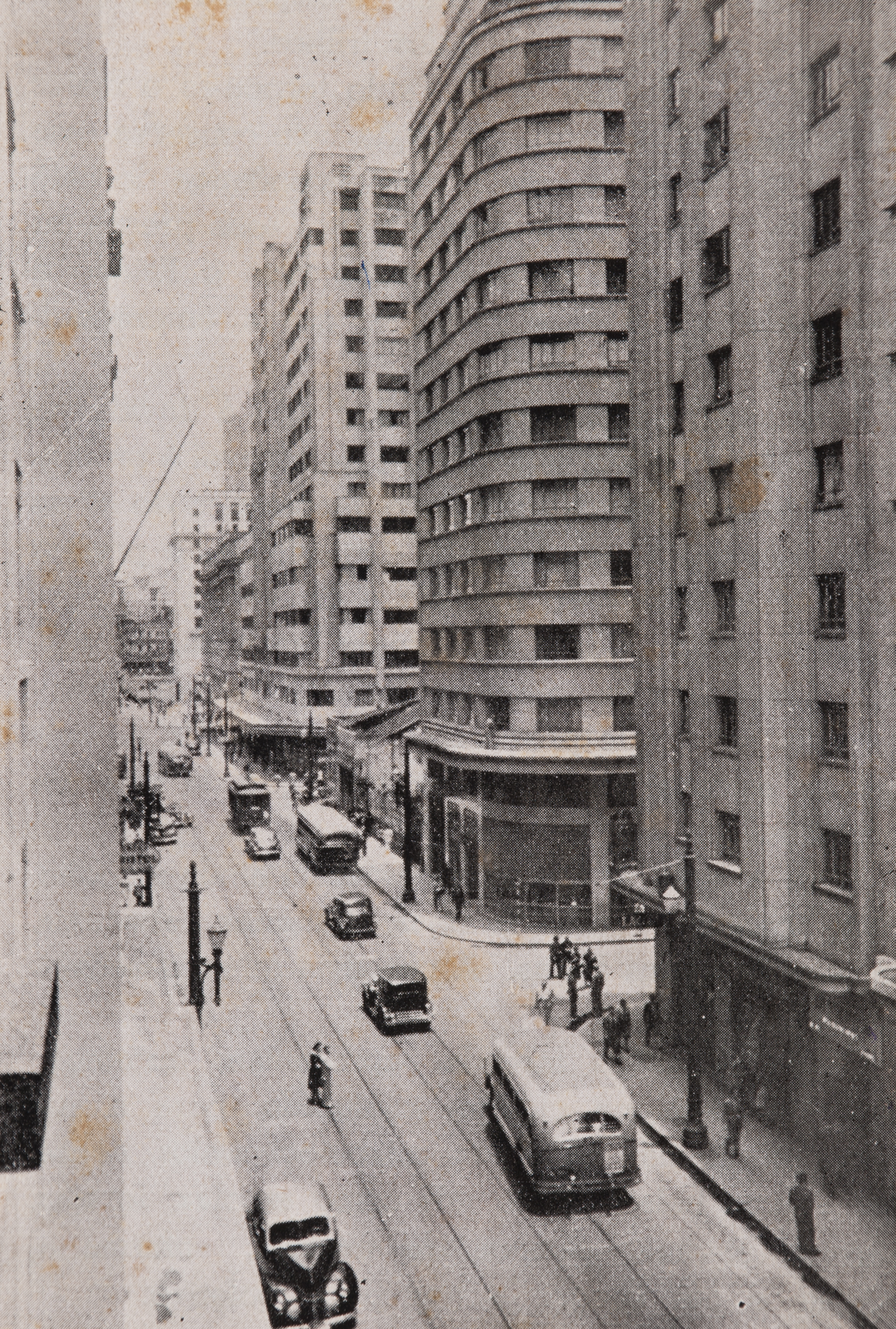
Rua Barão de Itapetininga primeira metade do século XX

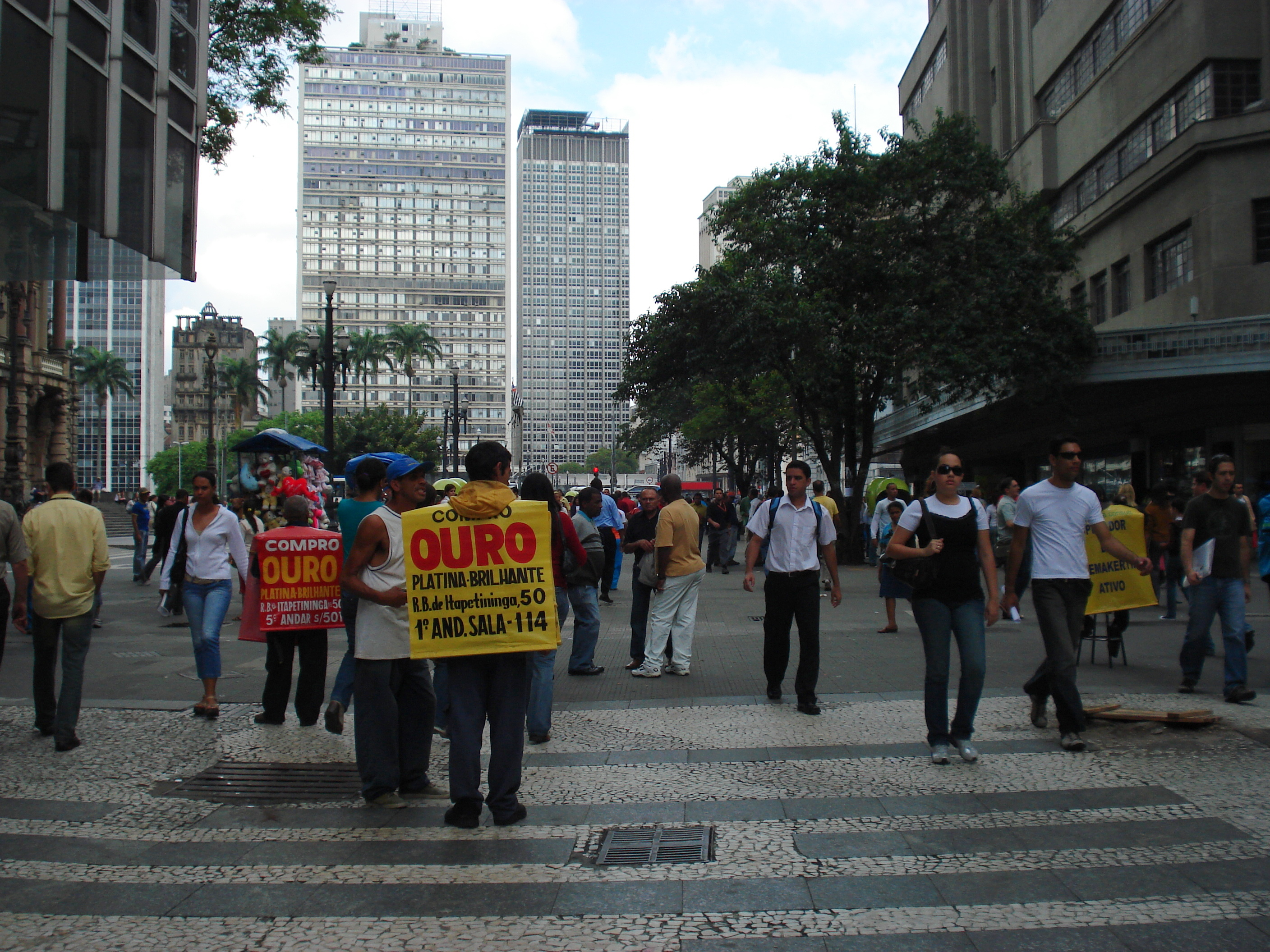
Rua Barão de Itapetininga (2007)

Rua Barão de Itapetininga é uma via tradicional localizada na região da República, área central da cidade de São Paulo, estado homônimo. Tem início na Rua Conselheiro Crispiniano nº 155 e término na Praça da República nº 190. Tem como afluentes a Rua Nova Barão, a Rua Marconi e a Rua Dom José de Barros.

## Histórico
Deve seu nome a Joaquim José dos Santos Silva, o  Barão de Itapetininga, nascido em São Paulo em 16 de junho de 1799, sendo filho do Coronel Joaquim José dos Santos e de Antonia Josefa Mendes da Silva e falecido no dia 11 de julho de 1876. Foi grande capitalista e proprietário em São Paulo. Residiu durante muito tempo em um sobrado na antiga Rua de São José, atual Rua Líbero Badaró, desapropriado para a construção do Viaduto do Chá. Possuía uma propriedade herdada de seu tio, Coronel Francisco Xavier dos Santos, conhecida como “Chácara do Chá”, localizada no também “Morro do Chá” cujos limites eram o Vale do Anhangabaú, Largo da Memória, Rua Sete de Abril, Avenida Ipiranga e Praça da República, indo até a Avenida São João e daí até o Vale do Anhangabaú. No ano de 1862 a Câmara Municipal foi autorizada a abrir uma rua que ligasse a Praça da República à Rua Formosa. No ano de 1875, parte de terras foram desapropriadas no "Morro do Chá" para a abertura desta rua que deveria chamar-se “Rua do Chá”. No dia 7 de maio de 1875, o vereador José Homem Guedes Portilho propôs que recebesse o nome de "Rua Barão de Itapetininga”,  o que foi aprovado.
A abertura da Rua Barão de Itapetininga somente viria a ser realizada em 1875, e, após o falecimento do barão, quando o seu traçado surgiria como complementação da uma trama urbana preexistente. Apesar disso, esta rua funcionaria como um eixo urbano de ligação entre importantes logradouros: da Rua Direita ao Largo do Arouche, passando pela Praça da República. Embora de origem recente, esta rua veio a desempenhar um papel importante no desenvolvimento da cidade.
Já nas primeiras décadas do século XX, a Rua Barão de Itapetininga passou a ser uma das mais elegantes da cidade, com endereços conceituados, como a Confeitaria Fasano com  salão decorado com espelhos, lustres de cristal, cadeiras estofadas em couro vermelho, toalhas brancas nas mesas e serviço requintado, a Peleteria Americana mais tarde Maison Madame Rosita considerada a primeira dama da moda brasileira, a Prelude Modas, a Loja Sútoris, a Casa Slopper, o sofisticado Cabeleireiro Antoine, a Casa Los Angeles e a Casa Figueiroa, ambas oferecendo artigos esportivos finos, a Casa Levy de Pianos com pianista sempre a postos.
Dentre seus edifícios e galerias famosos, se destacam:

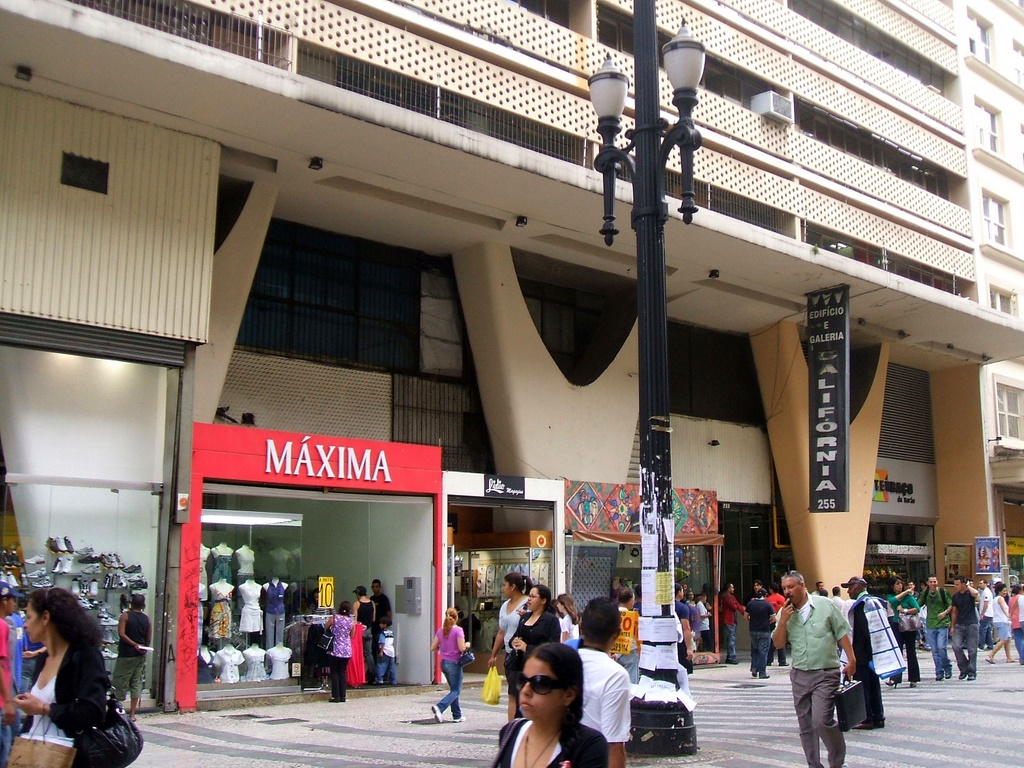
Entrada do Edifício e galeria Califórnia

- Edifício da Paz, no número 262 da rua - de 1913, um prédio de quatro andares, tombado pelo Patrimônio Histórico, que abrigou até os anos 1960 a Confeitaria Vienense, no mesmo prédio onde o poeta, escritor e jornalista Guilherme de Almeida, um dos integrantes da Semana de Arte Moderna de 1922, mantinha seu escritório frequentado pela intelectualidade da época, sendo a confeitaria e casa de chá em estilo art decô, famosa não apenas por seu chá das cinco ao som de violinos, como pelas reuniões de congraçamento dos mesmos intelectuais habitués e a frequência da alta sociedade após as compras, e também por manter, o famoso Curso de Madame Poças Leitão, de dança e etiqueta, ícone da elite paulistana do século XX. Faz parte do chamado "roteiro fantasma" que percorre endereços místicos, como o Teatro Municipal.
- Galeria Guatapará, edifício histórico - de 1928, na Rua Barão de Itapetininga com saída para a Rua 24 de Maio, instalada no local onde funcionaram no passado os estábulos das Indústrias Matarazzo.
- Edifício Glória - de 1928, considerado um marco na história da cidade. Construído no estilo Luís XVI, é um dos prédios mais elegantes e refinados da cidade. Destaca-se a sua fachada, arrematada por mansarda, e o magnífico hall e entrada, de mármore, com painéis de madeira de lei e detalhes em bronze. O prédio foi projetado pelo escritório de arquitetura "Albuquerque e Longo" para Samuel Ribeiro, sócio da família Guinle. A execução ficou a cargo do Escritório Técnico Ramos de Azevedo. Localizado na Praça Ramos de Azevedo com ligação para a Rua Barão de Itapetininga, com 11 pavimentos.
- Edifício Jaraguá, obra de Jacques Pilon - de 1939, sendo o térreo reservado para uso comercial, que até meados dos anos 1980 foi sede da Editora e Livraria Brasiliense, de Caio Prado Júnior, de quem Monteiro Lobato foi sócio e onde veio a falecer em seu apartamento no 13º andar.
- Galeria Itá - de 1949, obra de Rino Levi, com traços originais e uma parede de ladrilhos verdes de Burle Marx. É ligada à Galeria R. Monteiro.
- Edifício e galeria Califórnia - de 1951, projeto de Oscar Niemeyer e Carlos Lemos, situado em área de intensa transformação no centro de São Paulo, dado seu porte, que exigiu o remembramento de lotes estendidos da Rua Barão de Itapetininga à Rua Dom José de Barros, numa fase intermediária de ocupação da Rua Barão de Itapetininga, conforme documentação histórica do "Arquivo Histórico Washington Luiz". Abriga mosaico com quase 250 metros quadrados, em pastilhas de vidro. Edifício tombado pelo Conselho de Defesa do Patrimônio Histórico, Arqueológico, Artístico e Turístico do Estado de São Paulo (Condephaat). Com ligação para a Rua Dom José de Barros.

## Revolução Constitucionalista de 1932
Ocorrida devido ao governo provisório, comandado por Getúlio Vargas, por ter suspendido a Constituição e implantado uma ditadura no País, o que motivou, no dia 23 de maio, uma grande manifestação pró-revolução e a favor de uma nova Constituição no Brasil, e resultou em conflito armado no Partido Popular Paulista, instalado na Rua Barão de Itapetininga nº 60 (posterior prédio nº 298), esquina da Praça da República, na Capital de São Paulo. Quatro jovens foram mortos por adeptos da ditadura — Martins, Miragaia, Dráusio e Camargo. Das iniciais de seus nomes formou-se a sigla MMDC, que deu nome à entidade.

## Marcha da Família com Deus pela Liberdade
Ano de 1964. São Paulo moradores de São Paulo foram à praça publica, numa mobilização que envolveu meio milhão de homens, mulheres e jovens, também de outros Estados: a "Marcha da Família com Deus pela Liberdade". Durante hora e meia, o percurso foi da Praça da República para a Praça da Sé, passando pela Rua Barão de Itapetininga, Praça Ramos de Azevedo, Viaduto do Chá, Praça do Patriarca e Rua Direita, até se represar ante as escadarias da Catedral Metropolitana de São Paulo.

## Novos tempos
A rua que tinha sido a coqueluche da sociedade, era o que posteriormente veio a  representar a Rua Oscar Freire. Perdeu a nobreza para a Rua Augusta e imediações. Madame Rosita, quando a rua deixou de ser considerada ponto chique em São Paulo, tal qual o Fasano, que nos anos 60 mudou-se para a Avenida Paulista, no Conjunto Nacional. A Casa Levy de Pianos, que se instalou nos anos 20, mudou nos anos 40 para a Rua da Consolação. E o acadêmico Guilherme de Almeida, com seu falecimento, teve o acervo de seu escritório transferido para sua residência, transformada em "Museu Casa Guilherme de Almeida", no bairro do Pacaembu.
Porém, nas lojas de rua como nas diversas galerias, foram instalados escritórios de advocacia, contabilidade, agências de turismo, livrarias, agências bancárias, restaurantes, cafés e lanchonetes, e com funcionamento de amplo comércio de vestuário, joias e bijuterias, lojas de discos, de artigos dos mais variados. E aposentados circulam com seus coletes anunciando: "compra-se ouro"...